# Џејмс Вилијам Фулбрајт
Џејмс Вилијам Фулбрајт (9. април 1905 – 9. фебруар 1995) био је амерички сенатор представљао је Арканзас од јануара 1945. до његове оставке у децембру 1974.

## Биографија
Дипломирао је на универзитетима Арканзас и Оксфорд, затим је предавао на Правном факултету у Арканзасу; касније је постао председник тог универзитета (1939 - 41). Године 1942. изабран је у Представнички дом Конгреса САД, где је 1943. предложио резолуцију којом је подржано учешће САД у телу које ће касније прерасти у Уједињене нације. У америчком Сенату (1945 - 75) започео је међународни програм размене познат као Фулбрајтова стипендија. Многе значајне личности у научном, културном и уметничком животу бивше Југославије, Републике Србије и Републике Српске користиле су Фулбрајтову стипендију.
Као председник Комитета за спољне послове Сената (1959 - 74), 1996. године председавао је на саслушањима о америчкој политици у Вијетнамском рату, у којима се истакао својим залагањем да се прекине бомбардовање Северног Вијетнама и да се започну мировни преговори. Године 1974. поново се кандидовао, али није победио на изборима.